# Dimitar Kondovski
Dimitar Kondovski (macédonien : Димитар Кондовски), né à Prilep en 1927 et mort à Skopje en 1993, était un peintre, illustrateur et critique d'art macédonien. Il était également professeur à l'Académie pédagogique de Skopje et membre de l'Académie macédonienne des Sciences et des Arts. Ses œuvres réinterprètent les canons de l'art médiéval macédonien et il s'inspire notamment des icônes du Moyen Âge. Son travail est caractérisé par des assemblages de structures au dessin délicat, qui reflètent le besoin spirituel et une vue méditative et sceptique du monde. Il a exposé à Skopje, Zagreb, Rome, Tetovo, Priboj, New York, Belgrade, Alexandrie, São Paulo, Paris, Cannes...
Il a notamment obtenu le prix de la Biennale d'Alexandrie en 1963 et le prix de peinture de la Triennale de Belgrade en 1964.